# 永隆寺 (目黒区)
永隆寺（えいりゅうじ）は、東京都目黒区にある天台宗の寺院。

## 概要
元和4年（1618年）、日達によって開山された。当初は日蓮宗寺院「大乗寺」であったが、幕府の不受不施派禁教令により、1698年（元禄11年）に天台宗に転宗した。
1834年（天保5年）に「永隆寺」と改称した。
元々は三田小山町に位置していたが、1902年（明治35年）に現在地に移転した。
かつては出石藩仙石家の菩提寺であったため、仙石一族の墓が多かったが、現在は旧領の出石に移されている。同藩藩士で仙石騒動の渦中の人物だった神谷転の墓は残っている。

## 交通アクセス
- 祐天寺駅より徒歩15分。